# 1748 Mauderli
1748 Mauderli је астероид са средњом удаљеношћу од Сунца која износи 3,933 астрономских јединица (АЈ).
Апсолутна магнитуда астероида је 10,65.